# Мидраш
Мидраш (на иврит: מדרשׁ, мн.ч. мидрашим) е тълкувание на религиозни текстове в рабинския юдаизъм.

## Произход на думата
Думата „Мидраш“ идва от еврейския глагол дараш (דרש), който означава „търсене, питане“. Мидраш означава на първо място „изследване, изучаване“, след което също и „тълкувание“ и „учение“. Под думата Мидраш се разбира както процеса на изучаване, така и резултата от изучаването, т.е. писания, които съдържат тълкувания на Тората. Мидраш се позовава на авторитетен религиозен текст, най-често текст или случка в танах. Той може да се представя писмено или устно.
За първи път бет мидраш („дом на учение“) се среща в апокрифната Книга на Сирах 51,23.